# حمدان خوجة

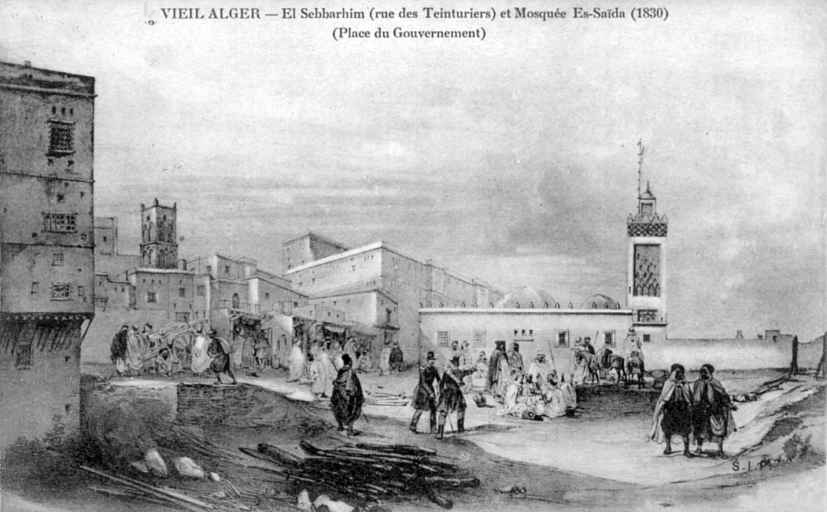
الجزائر 1830

ينتمي حمدان خوجة إلى عائلة جزائرية عريقة كانت في العاصمة، حيث كان والده عثمان فقيها وإداريا، يشغل منصب الأمين العام للإيالة، يشرف على حسابات الميزانية وعلى السجلات التي تشمل أسماء ورتب ورواتب الانكشارية. أما خاله الحاج محمد فكان أمينا للسكة قبل الاحتلال الفرنسي.
ولد حمدان سنة 1773، حفظ القرآن وتعلم بعض العلوم الدينية على يد والده، ثم دخل المرحلة الابتدائية التي نجح فيها بتفوق فأرسله والده مكافأة له مع خاله في رحلة إلى إسطنبول سنة 1784م، وكان خاله في مهمة حمل الهدايا إلى السلطان العثماني، فكان لهذه الرحلة دور كبير في نفسية الطفل الذي لم يتجاوز الحادية عشرة، حيث فتحت له أبوابا للتطلع على كل ما هو أسمى.
بعد عودته من إسطنبول انتقل إلى المرحلة العليا حيث تلقى فيها علم الأصول والفلسفة وعلوم عصره، ومنها الطب الذي كتب في بعض جوانبه كالحديث عن العدوى ومسبباتها في كتابه ”إتحاف المنصفين والأدباء في الاحتراس من الوباء”.
بعد وفاة والده شغل مكانه كمدرس للعلوم الدينية لمدة قصيرة ثم مارس التجارة مع خاله ونجح فيها، فأصبح من أغنياء الجزائر، وهو ما فتح له المجال للقيام بعدة رحلات إلى أوروبا، وبلاد المشرق والقسطنطينية، ومنها استطاع تعلم عدة لغات كالفرنسية والإنجليزية مما ساعده على التفتح وتوسيع معالمه والتعرف على العادات والتقاليد، والأنظمة السياسية السائدة في تلك البلدان. وأثناء الحملة العسكرية الفرنسية على الجزائر ساهم كغيره من الجزائريين في الدفاع عن بلاده ولكن بطريقته الخاصة.
بعد الاحتلال الفرنسي اشتغل كعضو في بلدية الجزائر، وفيها حاول الحفاظ على ما تبقى للجزائريين من ممتلكات، حيث رفض تسليم عدة مساجد للفرنسيين الذين أرادوا تدميرها بحجة إقامة مؤسسات وطرق عمومية بدلها، كما شارك في لجنة التعويضات الفرنسية لتعويض الأشخاص الذين هدمت ممتلكاتهم لفائدة المصلحة العامة كما يقول الاستعمار الفرنسي، وفيها بذل حمدان جهودا لخدمة إخوانه الجزائريين، ولكن الاستعمار الفرنسي تفطن لنواياه ونوايا الأعضاء الجزائريين المشاركين في هذه اللجنة فحلها، وأغلق باب التعويضات.
بعد ذلك شارك خوجة كوسيط بين أحمد باي والفرنسيين، وأرسل إلى الجنرال سولت مذكرة يصف فيها التجاوزات التي قام بها الفرنسيون في الجزائر، فكان من نتائج هذه المذكرة إنشاء اللجنة الإفريقية في 07 جويلية 1833 للبحث عن حقيقة الأوضاع في الجزائر.
و في باريس راسل السلطان العثماني وناشده أن يتدخل لإنقاذ الشعب الجزائري قائلا: “إن المسلمين الذين استشهدوا ودفنوا في هذه التربة سوف يسألونكم يوم الحساب لماذا تخليتم عنهم”.
وظل حمدان خوجة يناضل بشكل قوي ليبين عيوب الاستعمار، ولما رأى أن جنرالات فرنسا مصرون على المضي في مشروعهم الاستعماري رحل إلى فرنسا في 1833، وواصل هناك جهوده للدفاع عن الجزائر من خلال الاتصال بالشخصيات الفرنسية التي ظن أنها يمكن أن تدعم قضيته، لكنه في النهاية رأى أن ذلك غير مجد فغادر باريس نحو القسطنطينية في 1836 وتوفي هناك ما بين 1840-1845.

## آثاره
لحمدان بن عثمان خوجة آثار علمية كثيرة وقيمة تعتبر من المصادر الأساسية، لدراسة الفترة الأخيرة من العهد العثماني في الجزائر والفترة الأولى من الاحتلال الفرنسي، كما تعطينا صورة واضحة عن مستوى الفكر في العالم الإسلامي ومعظم آثاره عبارة عن مؤلفات وترجمة ومذكرة ورسائل. ومن أهم مؤلفاته: كتاب المرآة كتبه مؤلفه بالعربية، ثم ترجمه إلى الفرنسية، ليصدر في باريس في أكتوبر 1833، تحت عنوان ”لمحة تاريخية وإحصائية حول إيالة الجزائر”، وبعد ذلك قام علي رضا باشا بن حمدان خوجة بترجمته إلى التركية بعنوان ”مرآة الجزائر”.
يقول حمدان خوجة:
".... وبهذه المناسبة أذكر الحادثة التالية: لقد اضطر المدعو "محمد بن سفطة" إلى المجيء إلى البليدة ليعيش فيها، وكانت مهنته كإسكافي لا تكفي لتوفير وسائل عيشه، وعيش امرأته وبناته الصغيرات الأربع، وكان يسكن دارا صغيرة دخل إليها أثناء الهجوم وأغلق الباب، إنه لم يكن يملك أي نوع من السلاح، ولم يكن معه سوى الأدوات التي يشتغل بها، وعندما دق الباب خرج إليهم صحبة زوجته، ولكن سرعان ما وجهت إليه طلقات عديدة أردته قتيلا، كما قُتلت طفلة لها من العمر عامان، أما زوجته فقد كسروا ذراعها، ونهبت الدار كلها، ولما بقيت الزوجة المسكينة بدون مورد بعد أن كُسرت ذراعها وأصبح عليها أن تعول ثلاث بنات، توجهت إلى القائد الأعلى، ولكن شفقته لم تزد على أنه أركبها بغلة دون أن يضمد جراحها الذي ظل يدمي طيلة الطريق.
ويتابع حمدان خوجة ويقول: «إن هذه المرأة قد أصبحت تتسول بعد هذا الحادث، وغيرها من السكان كثيرون، ولقد كنا في ما مضى، نستطيع إعانتهم لأننا كنا نملك مؤسسات خيرية، أما الآن فإن تلك المؤسسات كلها أصبحت في أيدي السلطات الفرنسية التي توزع من حين لآخر بعض الصدقات … فيعطى لكل فقير في كل أسبوع (سوردي) أو اثنين في بعض الأحيان».

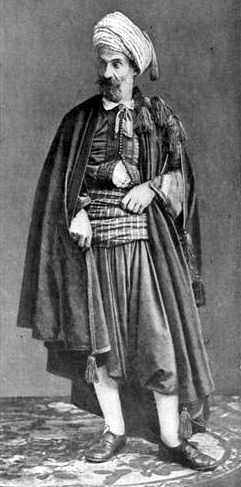
يهودي جزائري في القرن 19 م

## موقف حمدان خوجة من يهود الجزائر
حمدان خوجة من بين المثقفين الجزائريين الذين عاشوا هذه المرحلة، وهو شاهد عيان على ما وقع خلالها خاصة فيما يتعلق بانحطاط الحكم العثماني، ثم سقوط الجزائر في يد الاستعمار الفرنسي.
وقد اعتبر صاحب كتاب المرآة أن دخول بعض اليهود إلى الجيش الإنكشاري كمجندين كان من بين أسباب انحطاط الحكم العثماني في الجزائر، حيث فُتح الباب “أمام المجندين من أزمير، فلم يعد يجند الرجال النزهاء الذين لهم جاه ومكانة، وإنما فتح الباب لأي كان حتى لأناس كانوا قد أدبوا وأدينوا، وكان يوجد من بين المجندين يهود ويونانيون ختنوا أنفسهم” ثم علق على ذلك قائلا: “وكما أن حبة فاسدة تكفي لإفساد كوم كامل من القمح، فإن رجلا فاسد الأخلاق يكفي لجلب الشر على جميع الذين يخالطهم ويحيطون به”